# Resident Evil Outbreak: File 2
Resident Evil Outbreak: File #2, conocido en Japón como Biohazard: Outbreak: File 2 (バイオハザード アウトブレイク FILE2 Baiohazādo Autobureiku Fairu Tsū?) es un videojuego de aventura del género terror y supervivencia, desarrollado y publicado por Capcom exclusivamente para PlayStation 2. Es el segundo título de la serie que cuenta con la opción para jugar en línea. Fue lanzado el 9 de septiembre de 2004 en Japón, el 26 de abril de 2005 en Norteamérica y el 26 de agosto de 2005 en Europa.
Tras el éxito de Resident Evil Outbreak en el país Japón, Capcom anunció el lanzamiento de una secuela directa bajo el título de Resident Evil Outbreak File # 2 para el otoño de 2004. Cuenta con las mismas características de su antecesor; Los ocho personajes regresan a esta entrega con sus habilidades propias. La historia toma lugar una vez más en Raccoon City, la cual sigue habitada por zombis y horribles criaturas. File #2 posee cinco nuevos escenarios, los primeros cuatro están disponibles desde el principio. Además, estuvo disponible para ser preordenado en Japón, dicha edición tenía una demostración de Devil May Cry 3: Dante's Awakening.

## Mejoras a su predecesor
- Escenarios más largos y más difíciles
- Escenarios extras
- Eliminación del "Ad-lib"
- Recuperación de "mods" o trajes ganados en Resident Evil Outbreak
- Más objetos en la galería
- Entre otras mejoras a su antecesor

## Escenarios

### Wild Things (Cosas salvajes)
Cindy Lennox y el grupo logran entrar al Zoológico de Raccoon City, como parte de su ruta de escape hacia un tranvía en la entrada principal del zoológico que los llevará hacia un helicóptero de evacuación, caminando por los silencioso pasillos, son constantemente atacados por los animales recientemente infectados, destacando entre ellos al elefante africano Oscar (la principal atracción del zoológico) y al león Max junto con sus tres hembras. Tras alcanzar el tranvía, el grupo puede ser atacado por Oscar, y si este es encerrado en su jaula o neutralizado antes de llegar a la entrada principal, será Max el que ataque. Con la vía libre, los supervivientes abordan el tranvía para que los lleve al punto de evacuación, pero al llegar, un remezón detiene al tranvía y ven al Chinook que los iba a sacar de la ciudad estrellado, con sus pasajeros y tripulación levantándose como zombis. El escenario termina con una horda de zombis avanzado por una de las calles, mientras una televisión transmite un reporte de noticias, narrando como un helicóptero con más de 40 refugiados se estrelló hace poco y que la policía y la Guardia Nacional aún no han podido restablecer el orden.

### Underbelly (Vientre Animal)
El grupo corre desesperado por las calles de la ciudad repletas de zombis, viendo la bajada hacia la estación de metro Calle Raccoon Sur abierta, deciden tomar refugio ahí. Ya abajo, se disponen usar el tren detenido en la estación como método de escape, pero todos sus coches menos el frontal se encuentran atrapados bajo los escombros del túnel, por lo que deben desengancharlo y además reactivar a corriente en las vías. Bajando hacia las profundidades de la estación en busca del interruptor de corriente, los supervivientes se topan con gigantescas pulgas infectadas, que aumentan aún más su tamaño al alimentarse de sangre (hay dos colores, las rojas que generan hemorragias y las grises que envenenan). Activando la corriente, oyen un estruendo que viene de los niveles superiores, un tren sin conductor se estrella contra los escombros del túnel, generando un incendio que llena de humo el andén. Tras arreglar las cañerías de agua, los supervivientes giran la válvula de paso, activando los aspersores y apagando las llamas. Con el coche desenganchado tras insertar dos medallones en el fuelle de conexión, esperan a que este parta, pero una pulga, mucho más grande que las del sótano, secuestra a uno de los supervivientes hacia el túnel este. Tras deshacerse de esta, el grupo escapa a bordo del tren, pero se ven obligados a abandonarlo más adelante al estar el túnel bloqueado por más escombros. 
Si hay supervivientes que no se encontrasen en el tren al momento de partir, estos se quedarán atrás, teniendo que escapar por un túnel de ventilación adjunto a la estación de vuelta a los callejones de Raccoon City.

### Flashback (Recuerdos Pasados)
Estando perdidos en mitad del Bosque Arklay, los supervivientes son guiados por un anciano, desde una solitaria cabaña hacia un hospital abandonado, en búsqueda de seguridad. Tras cruzar un puente colgante cercano al hospital, el anciano desaparece y el puente se corta, dejando al grupo varado en el otro lado, sin más opción, deciden entrar al recinto. Ya dentro comienzan a ser acechados y atacados por un misterioso hombre encapuchado armado con un hacha, resistente al ataque de armas de fuego, tras despistarlo (o ahuyentarlo si se le hiere lo suficiente) se adentran a las ruinas, descubriendo que estas están siendo consumidas por una planta gigante.
Avanzando por sus salas, se topan con archivos que atan al exdirector del hospital, Al Lester, con experimentación ilegal de medicamentos contra el cáncer fabricados por Umbrella, Al, desesperado por el cáncer terminal que aquejaba a su esposa Dorothy, la mete en el ciclo de pruebas, pero el medicamento no surte efecto en ella, convirtiéndola en zombi y devorando a un periodista independiente que investigaba las pruebas ilegales, el hospital termina siendo cerrado poco tiempo después por las autoridades y Al no enfrenta juicio debido a la influencia de Umbrella en la corte.
Alcanzando una puerta trasera bloqueada por lianas de la planta, los supervivientes comienzan a usar un solvente químico especial en puntos estratégicos de la planta, para así marchitarla y les abra el paso. Después de usos reiterados del químico, la planta abre su bulto principal ubicado en la sala UCI del hospital, viendo una oportunidad para destruirla, el grupo lo ataca y lo destruye, liberando un cadáver momificado al reventarse. Muerta la planta, el hospital comienza a derrumbarse, por lo que el grupo corre hacia la salida, pero el paso está bloqueado por el hombre con hacha. Tras despistarlo o ahuyentarlo el grupo deja el hospital, volviendo a vagar el bosque en búsqueda de un lugar seguro. Alyssa Ashcroft jura en nombre de su colega Kurt, quien murió atacado por un zombi en el hospital, escapar de la ciudad y contar lo sucedido. 
Segundos antes de que se desplome el hospital, el hombre del hacha, que era el anciano que guío a los supervivientes al lugar, llega a la sala UCI, y reconoce al cadáver como Dorothy, prometiéndole nunca volver a abandonarla mientras el hospital se derrumba sobre él.
Si los supervivientes cruzan el puente y vuelven a la cabaña, el puente se cortará y quedarán atrapados en ese lado. Tras caer el puente, Regan, una madre quien perdió a su hija en el bosque aparecerá en la cabaña pidiendo que la encuentren, entregándole a los supervivientes su pendiente para así mostrárselo a su hija si la encuentran. Luego de explorar los senderos llegan a la ribera de un río donde se encuentra Lucy, la hija de Regan, mostrándole el pendiente ella acompaña a los supervivientes de vuelta a la cabaña, reencontrándose con su madre. Encontrando otro puente colgante, el grupo lo cruza y siguen vagando por el bosque, en búsqueda de una salida. Los supervivientes también tienen la opción de no ayudar a la madre y llegar al puente para huir de la zona.

### Desperate Times (Tiempos Desesperados)
El teniente del Departamento de Policía de Raccoon City Marvin Branagh se encuentra organizando un escape junto con los oficiales Fred, Aaron y Rita de la comisaría, que se encuentra bajo asedio por los zombis. Viendo los planos del edificio, Marvin nota la existencia de un túnel lo suficientemente ancho para que la oficial Rita pueda llegar al exterior y buscar ayuda, pero dicho túnel se encuentra bloqueado por una estatua en el vestíbulo de la comisaría, necesitando 5 placas para moverla. Los supervivientes se organizan para encontrarlas, ya que se encuentran desperdigadas por toda el ala este del edificio. Además de los zombis, los supervivientes se encuentran contra los Lickers, zombis en avanzado estado de mutación que han perdido sus piel y ojos, pero adquiriendo rapidez y una aguda audición, y los perros dóberman de la unidad canina policial infectados por el virus.
Con todas las placas insertadas, la estatua revela el túnel y Rita se adentra en el con una radio entregada por Marvin. Tiempo después, Rita contacta al teniente, informándole que va en camino con el rescate, Marvin informa por altoparlante a los supervivientes que vayan al vestíbulo para ser evacuados. Los supervivientes tienen tiempo para prepararse, buscando armas e incluso haciendo trueques con el periodista Ben Bertolucci quien se encuentra encerrado por voluntad propia en las celdas del sótano, entregándole rollos de película a cambio de municiones y objetos curativos.
Esperando a la llegada del rescate, los zombis derriban la puerta principal y comienzan a trepar las rejas, teniendo los supervivientes defenderse hasta que la ayuda llegue.
Rita por fin llega en una van conducida por el oficial Harry, al ver solamente a los civiles y al oficial Kevin Ryman abordar la van, pregunta por Marvin y este, herido y rodeado, ordena que se vayan, estando el vehículo casi rodeado por zombis, Harry acelera y deja la comisaría atrás. Kevin consuela Rita, afirmándole que Marvin es un hueso duro de roer y que un novato (Leon S. Kennedy) aun queda por ser entrenado. Finalizando el escenario, se puede ver a Marvin caminando a la oficina oeste, dejando el vestíbulo lleno de zombis muertos.

### End Of The Road (Fin Del Camino)
Linda Baldwin, investigadora de Umbrella, discute con el operador renegado del Servicio de Seguridad de Umbrella Rodríguez, para que la deje ir a rescatar un objeto que según palabras de ella, les será de mucha utilidad, el mercenario accede, pero le advierte que en caso de peligro inminente, la abandonará a su suerte. David King, fontanero local, salva al investigador de Umbrella Carter, de ser atacado por un zombi en el vestíbulo del Centro de I+D de Umbrella, Linda entra al lugar y de no ser por la intervención de Carter, casi es atacada por David. Carter le pregunta que la trae de vuelta al centro de investigación, Linda indica que es lo mismo por lo que volvió él, una vacuna contra el virus-T, con la muestra en manos de Carter, se alistan a irse, ofreciéndole a David acompañarlos en el helicóptero, pero se activan las alarmas del lugar, cerrando las salidas y dejándolos encerrados, viéndose obligados a buscar otra ruta.
La causa de la cuarentena es el escape de los Hunter μ (versión más pequeña pero igual de peligrosa del Hunter R) de sus jaulas, para balancear las cosas, Carter activa al Tyrant R, un modelo experimental para control de armas bio-orgánicas, reprogramándolo para que les sirva de escolta, los supervivientes ayudan en su activación, trayendo un disquete con instrucciones para ataques rápidos pero no tan potentes u otro para ataques lentos pero muy dañinos. Tras alcanzar una salida de emergencia, el Tyrant se rebela, lanzando a Linda al vacío, destruyendo la muestra de la vacuna y matando a Carter. Los supervivientes bajan al sistema de alcantarillado buscando salir del centro de investigación, siendo perseguidos por el Tyrant (si se tiene el interruptor de la bomba interna del Tyrant, los supervivientes pueden detonarla para deshacerse de él). Encontrando a Linda inconsciente, los supervivientes la despiertan, ella les aclara que con la muestra destruida, solo ella puede recrear la vacuna, pero su explicación es interrumpida por una ola que la arrastra a ella y al grupo a otro lado de las alcantarillas. Linda sale a la superficie y un francotirador le dispara desde un paso sobre nivel, estando herida, Linda se refugia en el hotel Apple Inn. El que le disparó fue Arnold, comandante de equipo del Servicio de Contramedidas Biológicas de Umbrella, mientras reflexiona si al que le disparó era humano o zombi, el ejecutivo de Umbrella, Tommy Nielsen, reprende al mercenario por aún no haber encontrado a Rodríguez y al "paquete" que él tiene, Arnold hace oídos sordos mientras escucha por radio el término de la instalación de minas antipersonales, Nielsen sigue reprendiendo al mercenario por ignorar la cadena de mando cuando, de súbito, Arnold levanta el fúsil y le dispara a un zombi a las espaldas del ejecutivo, dejándolo callado.
Dependiendo si los supervivientes usan la bomba interna del Tyrant, estos pueden subir a la superficie cerca de Rodríguez y su Chinook o por el mismo lado donde Linda subió. Arnold se topa con Nielsen y lo increpa por no decirle sobre el Protocolo Código: XX, que consiste en el bombardeo de Raccoon City por parte del gobierno de los EE. UU., tras oír la respuesta de Nielsen, que insiste con que el mercenario encuentre a Rodríguez, Arnold decide desertar, mientras tanto, Rodríguez recibe por radio el aviso de la activación de Código: XX, decidiendo que es hora de retirarse de la ciudad. Si los supervivientes se topan con el mercenario renegado él les pide si pueden encontrar y traer a Linda para poder escapar, navegando por las calles abandonadas de la ciudad y plagadas de minas, los supervivientes encuentran a Linda y la llevan al helicóptero, siendo perseguidos por el Tyrant, que ha perdido su abrigo limitador y ha mutado a una bestia más rápida y peligrosa. Ya a bordo, el helicóptero despega mientras la ciudad es destruida en un ataque de misiles crucero.
Si al cabo de tres minutos no se encuentran en el helicóptero con o sin Linda, Rodríguez despega sin ellos, evadiendo un misil lanzado por Nielsen para evitar que escape con un contenedor, pero el proyectil roza los enganches de sujeción y el contenedor cae a la autopista. Mercenarios del U.B.C.S. se acercan para asegurar el contenedor pero unos tentáculos emergen de este, matándolos a todos y asimilándolos en lo que parecer ser una enorme biomasa. Los supervivientes suben a la azotea de un edificio contiguo a la autopista para saltar a esta, donde encuentran vehículos del Ejército de los EE. UU. listos para partir, pero su escape se ve interrumpido por el Tyrant, que al llegar a la autopista es asimilado por la misma biomasa que mató a los mercenarios, Nyx, sin más opción, los supervivientes se enfrentan a Nyx, disolviéndose tras derrotarla. Si los supervivientes trajeron a Linda con ellos, pueden poner una señalética como puente para así cruzar con ella a la autopista y escapar juntos. Ya en un camión, los supervivientes aceleran a fondo mientras la ciudad es destruida por misiles crucero y aparentemente, un ataque nuclear.

## Luego del incidente
Estos finales se encuentran disponibles si el jugador escapa con Linda:
- Kevin: Luego de escapar de ciudad Raccoon City, Kevin consiguió un nuevo puesto de trabajo en Miami, Florida. En el epílogo podemos observar cómo se dirige hacia ese estado en su moto.
- Alyssa: Ahora no le hace tanta importancia el trabajo y ha estado levantando pesas, haciéndose físicamente más fuerte, pero aún tiene un profundo rencor hacia la corporación Umbrella por los terrores que cometieron en Racoon City.
- Jim: Luego de haber sobrevivido al incidente en ciudad Raccoon, decide llevar una vida lejos del peligro, como siempre..., y dejarse llevar por los rumbos de la suerte.
- Mark: Tiene una vida tranquila y sin preocupaciones.
- Yoko: Luego del incidente, entró en juicio penal donde testificó contra la corporación Umbrella y sus actos durante el incidente de Raccoon City, siendo apoyada por una exempleada de Umbrella, Linda, a quien ayudó a huir de la destrucción de la ciudad.
- David: Ha dejado de tener una personalidad muy "fría".
- Cindy: Después del incidente de Raccoon City, Cindy decide empezar una nueva vida y comprarse una casa en donde instalarse y ponerse en ello. Ella acepta todo lo perdido en la ciudad, y espera un buen futuro en su futuro hogar.
- George: Después de sobrevivir y escapar de Raccoon City, por supuesto, con la ayuda del grupo, siguió brindando ayuda a la comunidad ejerciendo de médico como siempre lo ha sido.

Si no se escapa con Linda, el final malo muestra a trabajadores de una imprenta descargando periódicos con el titular "Matanza mundial", insinuando que el virus-T se propagó más allá de Raccoon City, contaminando a todo el mundo.

## Jugar en Equipo
Los personajes siguen las instrucciones del jugador, aunque a veces no. Dependerá de cómo se lleven entre ellos (inteligencia artificial). Si escoges los personajes correctos, estos te ayudarán y nunca te dejarán solo; así tendrás un equipo perfecto. 
- Mark con David, Yoko o Jim.
- Kevin con George, Cindy o Alissa.
- David con Alyssa, Jim o Mark (recomendado para el nivel de "Underbelly").
- Alyssa con Yoko, David o Kevin.
- Cindy con George, Kevin o Yoko.
- George con Cindy, Kevin o Jim.
- Yoko con Alyssa, Cindy o Mark.
- Jim con Mark, David o George.

## Ítems Especiales (SP)
Recompensa:
La recompensa son tres nuevos trajes ocultos en el menú "Colección", que son Ms. Peach, Ms. White y Ms. Water (si se toman todos los Ítems SP). También, se pueden desbloquear los trajes de los personajes alternos (el traje C en el caso de los hombres, y el D en el caso de las mujeres) si usted obtiene todo el juego específico de Ítems SP de cada personaje(4 ítems SP en cada escenario o sea 20 en total).
Cantidad:
Hay en 20 ítems SP comunes en cada escenario, más 4 por cada personaje en cada uno, eso hace en total 52 ítems SP en cada escenario y en total hay 260 en todo el juego.
La asignación de ítems SP:
A diferencia de la anterior entrega, no hay más sets de ítems SP específicos. Ahora son solo de la dificultad especificada esta vez.
Restricción:
Solo se pueden tomar 8 ítems especiales en cada ocasión. La próxima vez que el jugador quiera buscar el resto, tiene que jugar el mismo escenario de nuevo.
Consejos:
Se recomienda desbloquear el modo Infinito antes del comienzo de la búsqueda de los objetos SP, puesto que encontrarlos no es una tarea fácil. También es recomendable jugar completamente el juego al menos 3 veces para aprenderse las extensas áreas de los escenarios. Ten presente que algunas áreas son más difíciles de acceder en los modos más difíciles de dificultad, puesto que hay que golpearlas repetidas veces hasta que el cerrojo se rompa, o hay que hacer una búsqueda extensa de la llave correspondiente.
Ciertos ítems SP piden que pasen algunos eventos antes de poder estar disponibles en el escenario. Para encontrarlos, se tienen que realizar esos eventos. Por ejemplo, unos requieren que el jugador restaure la energía y atrape al elefante antes de que el objeto aparezca.
Los extras del menú de colección son Showdown 1, 2 y 3. Los dos primeros se consiguen completando el juego y el último completando elimination 2.
Los 3 niveles de dificultad difícil, muy difícil, y pesadilla se consiguen completando el juego en sus dificultades anteriores. Además también está el modo infinito, etc.